# Yves Couder
Pour les articles homonymes, voir Couder.
Yves Couder (né 9 janvier 1941 à Boulogne-Billancourt et mort le 2 avril 2019 à Paris,) est un physicien français. Ses travaux se situent à l'interface de la physique, de la mécanique, de la biologie.

## Biographie
Le père d'Yves Couder, André Couder (1897-1979), est un ingénieur-opticien et astronome. 
Yves Couder obtient un master de physique à l’université d'Orsay. Il est spécialiste de la physique du solide et étudie les propriétés des matériaux, mais le sujet ne le passionne pas. Il s'oriente vers la mécanique des fluides, et acquiert une notoriété mondiale pour ses observations des phénomènes de turbulence en deux dimensions dans des films de savons tendus dans un cadre. 
Il obtient un doctorat en physique à l'université Pierre-et-Marie-Curie en 1973, et travaille comme chercheur au laboratoire du département de physique de l'École Normale Supérieure. 
Comme enseignant il innove, dès 1976, « en proposant en licence un module de physique expérimentale pour apprendre par l’expérience ».
En 1985, il nommé professeur à l’université Paris-Diderot.
Yves Couder rejoint l’Institut universitaire de France en 1992. Fasciné par la géométrie fractale de certains végétaux, il mène des expériences utilisant des fluides magnétiques et parvient à déterminer des règles universelles de croissance végétale, puis s'intéresse aux nervures des feuilles et à la croissance des extrémités des tiges. 
En 2006, l'École Normale Supérieure lui décerne le Prix des trois Physiciens. Il reçoit le Prix européen de mécanique des fluides en 2012, et il est élu membre de l'Académie des sciences en 2013.
Il a contribué à la création du Laboratoire Matière et Systèmes complexes.
Yves Couder a beaucoup apporté dans « des domaines variés comme la dynamique tourbillonnaire, la dualité onde-particule, ou la morphogenèse des plantes ». 
Yves Couder est inhumé au cimetière de Bourg-la Reine (division 33).

## Distinctions
- Prix de l’Institut français du pétrole 1993

« Yves Couder conçoit et mène à bien des expériences simples et élégantes, dans les divers domaines qu'il a abordés : physique des solides, hydrodynamique, morphogenèse, phyllotaxie. On peut citer les mécanismes et les figures d'invasion d'un fluide par un autre, la turbulence bidimensionnelle, les instabilités hydrodynamiques, la croissance dendritique, la visualisation des filaments tourbillonnaires ».
- Prix Gentner-Kastler 2006[10]
- Prix des trois physiciens, décerné par l'École normale supérieure de Paris, 2006

## Publications
- Étude de la bande de valence du tellure par résonance cyclotron, thèse 1973, Paris, Laboratoire de physique de l'École normale supérieure, 97 p.
- Une dualité onde-particule macroscopique : le rôle de mémoire des ondes , exposé du 11 mai 2012 donné dans le cadre des Conférences de physique non-linéaire 2012[lire en ligne].
- Allers et retours entre physique et biologie : le rôle des contraintes mécaniques dans la croissance des plantes exposé du 24 mai 2007, Séminaire général du département de physique[lire en ligne].